# 569 Misa
569 Misa (mednarodno ime je tudi 569 Misa) je  majhen asteroid tipa C v glavnem asteroidnem pasu.
Pripada družini asteroidov Misa. Po njem je družina tudi dobila ime.

## Odkritje
Asteroid je odkril Johann Palisa (1848 – 1925) 27. julija 1905.. Poimenovan je po boginji Misi iz grške mitologije.

## Lastnosti
Asteroid Merksija obkroži Sonce v 4,330 letih. Njegova tirnica ima izsrednost 0,183, nagnjena pa je za 1,296° proti ekliptiki. Njegov premer je 72,95 km, okrog svoje osi pa se zavrti v 30,631 urah .